# Ferruccio Novo
Ferruccio Novo (né en 1897 à Turin - mort en 1974) était un footballeur puis entraîneur italien de football.
Novo joua au Torino Football Club, et devint président du club en 1939. Il a dirigé le Grande Torino durant la plus brillante période de son histoire, remportant cinq championnats.
De plus, comme sélectionneur de l'équipe d'Italie, il mena la Squadra Azzurra à la Coupe du monde 1950.

## Palmarès
- Championnat italien: 5

Torino: 1942-1943, 1945-1946, 1946-1947, 1947-1948, 1948-1949
- Coupe italienne: 1

Torino: 1942-1943